# باول فيتزغيبون
باول فيتزغيبون (بالإنجليزية: Paul Fitzgibbon)‏ هو طبيب أعصاب أمريكي، ولد في 21 مارس 1903 في سو فولز في الولايات المتحدة، وتوفي في 12 مارس 1975 في لوس أنجلوس في الولايات المتحدة.

## وصلات خارجية
- باول فيتزغيبون على موقع مرجع كرة القدم المحترفة.كوم (الإنجليزية)